# Асмир Бегович
Асмир Бегович (на босненски: Asmir Begović; роден на 20 юни 1987 г. в Требине) е босненски футболист, играещ като вратар за английския Лестър Сити.

## Клубна кариера

### Ранна кариера
Роден в семейство бошняци в Требине, Асмир се мести със семейството си в Германия на 4-годишна възраст. Причината е войната, разкъсваща СФР Югославия по това време. В Хайлброн той започва да тренира футбол. Когато е на 10 години, емигрира в Канада. Там Бегович впечатлява и си спечелва повиквателна за националния отбор под 17 години. Извикан е на проби в Англия и подписва с Портсмут през 2003.

### Портсмут и Стоук Сити
Играе за младежкия отбор на Помпи, а когато през 2006 получава виза, многократно е преотстъпван на отбори от долните дивизии в Англия. На 18 май 2009 прави дебюта си за мъжкия отбор при победата с 3:1 над Съндърланд. През сезон 2009 – 10 играе 15 мача за южняците отбор.
На 1 февруари 2010 вратарят подписва договор със Стоук Сити за 4 и половина години за сумата от 3,25 милиона паунда. Мениджърът на Стоук Тони Пюлис разкрива, че отдавна следи босненеца и за него е най-добрият млад вратар в страната. Асмир прави дебюта си срещу Челси на 25 април 2010. Сменя контузения Томас Сьоренсен в средата на първото полувреме и допуска 5 гола във вратата си. В следващите сезони Бегович се утвърждава като титуляр на Британия Стейдиъм. На 2 ноември 2013 поставя рекорд на Гинес за най-дълъг гол отбелязан във футбола. Той преодолява Артур Боруц от разстояние 89,15 m. След редица спекулации Асмир напуска Стоук през юли 2015. За периода си при грънчарите той изиграва 172 мача.

### Челси
На 13 юли 2015 Асмир Бегович става играч на лондонския Челси. Цената на вратаря е 8 милиона паунда. В трансфера е включен наема на Марко ван Гинкел в Стоук. Дебют за сините прави при загубата от съперника Арсенал с 1:0 за Къмюнити Шийлд. В първия мач за сезона влиза след 55 минути игра след червения картон на титулярния вратар Тибо Куртоа. Мачът е срещу Суонзи Сити и завършва 2:2. Куртоа получава контузия през септември и Бегович го замества между гредите. Първата си суха мрежа записва срещу Макаби Тел Авив след победа в Израел с 4:0.

## Национален отбор
Асмир Бегович е титулярен вратар за юношески формации на Канада през периода 2004 – 2007. Въпреки това през 2009 приема повиквателната от мъжкия национален отбор на Босна и Херцеговина. На пейката е в квалификациите срещу Армения и Турция. В следващата квалификация срещу Естония влиза в 92 минута за своя дебют. От август 2012 е стартов вратар и участва на Световното първенство в Бразилия.

## Личен живот
На 18 юни 2011 се жени за американката Никол Хауърд. С нея имат дъщеря Тейлър. Владее 3 езика освен родния си бошняшки – английски, френски и немски. Възхищава се на Оливър Кан. Подкрепя благотворителни кампании, а през 2013 г. учредява своя, носеща неговото име.